# Agencija Alan
 (janvier 2011).
Si vous disposez d'ouvrages ou d'articles de référence ou si vous connaissez des sites web de qualité traitant du thème abordé ici, merci de compléter l'article en donnant les références utiles à sa vérifiabilité et en les liant à la section « Notes et références ».
Connue primitivement comme RH-Alan, l'Agencija Alan est une entreprise publique croate fondée dans les années 1990. Son siège social est sis à Zagreb. Ses buts sont :
- L’export d’arme et d’armement, produits à la République de Croatie
- L’import et l’export d’arme et d’armement pour des besoins du Ministère de la défense nationale croate et de la Police de la République de Croatie
- L’import et l’export d’arme et d’armement pour les besoins de commerce
- La vente d’excédent ou mieux à dire les moyens du Ministère de la défense nationale de la République de Croatie qui ne sont pas perspectifs
- Le marketing et la recherche du marché qui s’occupe de la production et du commerce d’arme et d’armement
- Les services consultatives d’agence dans la production et le commerce d’arme et d’armement
- Les activités d’agence, de la conciliatrice et des représentants
- L’agence pour les 'offset' arrangements dans la production d’arme et d’armement
- Le transfert technologique
- Les services de la conciliatrice pour obtenir les permis d’import, d’export et de transit

## Sources
- Site de l'entreprise